# RG City Boys United
El RG City Boys United es un equipo de fútbol de Belice que actualmente se encuentra inactivo.

## Historia
Fue fundado en 2010 en la Ciudad de Belice por su fundador Raymond Gentle y entró directamente a la Super Liga de Belice, liga que se jugaba de manera paralela a la Liga Premier de Fútbol de Belice, pero que no era reconocida por la Federación de Fútbol de Belice. El club cuenta también con una sección en fútbol femenil.
El club ganó el título de la liga en su primera temporada venciendo en la final al Nizhee Corozal 3-1 en penales luego de empatar 1-1 durante el periodo reglamentario. El club participó en la última temporada de la Super Liga de Belice en el año 2011.
Posteriormente el club sería incluido en la nueva Liga Premier de Belice en el invierno de 2012 tomando el lugar del World FC, equipo que no quiso participar en la liga, donde al final quedó en la cuarta posición del grupo B.
Posteriormente el club no volvió a formar parte de la Liga Premier de Belice por problemas financieros.

## Palmarés
- Super Liga de Belice: 1

2010

## Jugadores

### Jugadores destacados
- Deon McCaulay